# フェスタしずおか

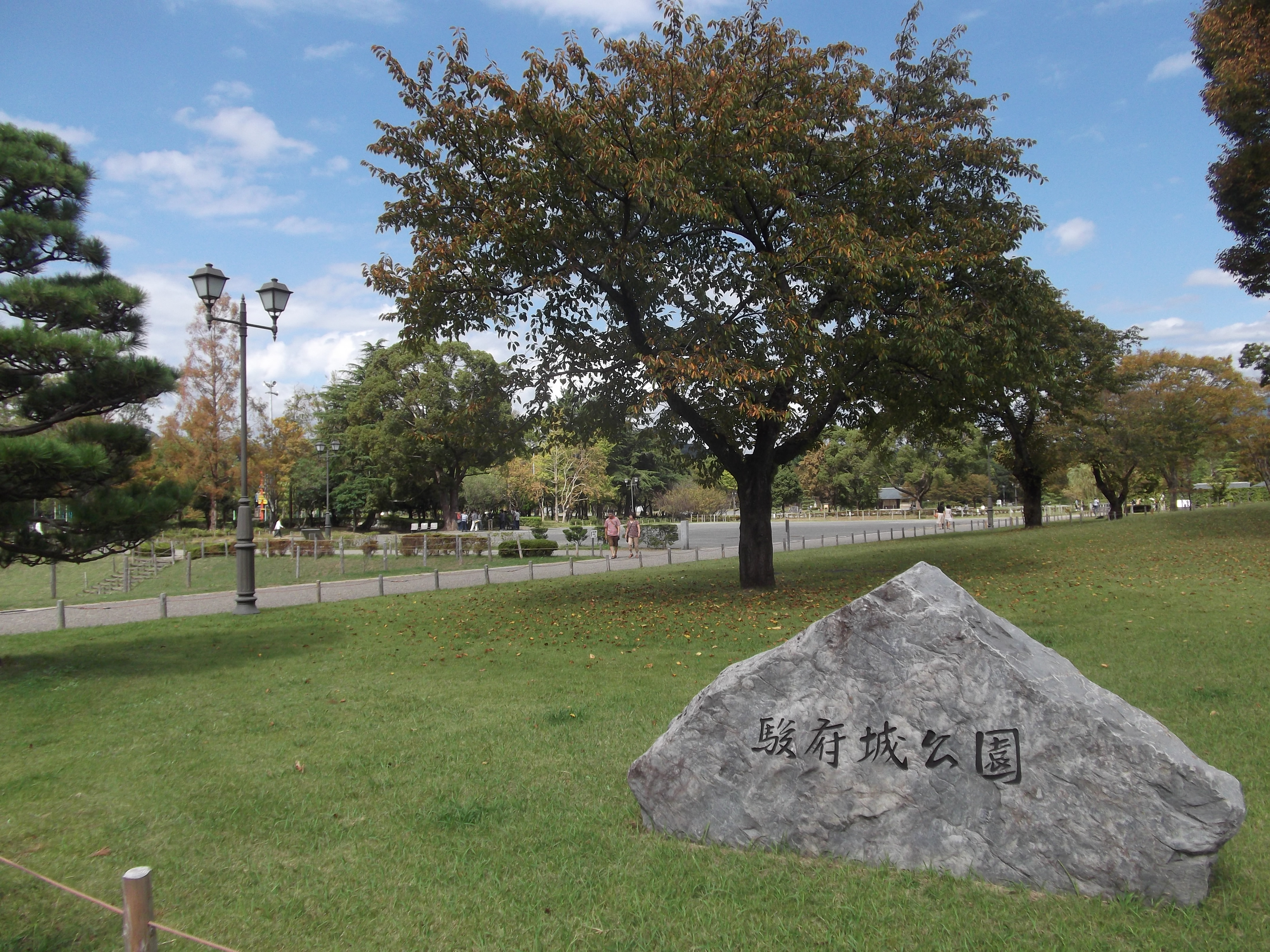
フェスタしずおかが行われた駿府城公園

フェスタしずおかは、1972年から1999年にかけての毎年8月に静岡県静岡市葵区の駿府公園（のちの駿府城公園）で3日間行われていた、郷土芸能と歌謡ショー中心のイベント。2017年にも「超ドSフェスタしずおか」として開催されている。

## 解説
静岡放送 (SBS) 開局20周年企画として静岡新聞社の主催で行われ、初期には「300万人の夏祭り」、後期には「駿府城夏まつり」というサブタイトルが付されていた。
歌謡ショー（駿府歌まつり）を2日目と3日目の夜に開催。豪華ゲストが無料で見られるとあって、会場は超満員となった。歌謡ショーの模様は、1990年までは開催1〜2週間後の土曜日もしくは日曜日の午後にSBS製作のもとTBS系全国8局で録画放送（スポンサー込み）された。しかしその後、1991年から同枠のスポンサーが全編ローカルセールスへ移行したことにより、TBSテレビによる関東広域圏での放送は無くなったが、最終回まで静岡ローカルを基本として、従来ネットしていた一部系列局で録画放送された。
フェスタしずおかの広告売上が好調だったため、1974年からは「フェスタはままつ」、1975年からは「フェスタぬまづ」もスタート、新しい地元の祭りとして親しまれた。
ゲストの中でも、第2回から最終回までの間に最多出演を果たした西城秀樹は、毎年の歌謡ショーのクライマックスを盛り上げ、「ミスターフェスタ」と呼ばれた。
2017年、「超ドSフェスタしずおか」として18年ぶりに復活し、8月18日より3日間開催された。

## 各回の内容
※出演は五十音順。

### 第1回（1972年）
- 開催日：8月9日 水曜日 - 11日 金曜日
- 放送日時：8月26日 土曜日 16:00 - 17:00（TBSテレビ）[6]
- 出演：木の実ナナ[6]　草刈正雄　スクールメイツ名古屋　中尾ミエ[6]　ハナ肇とクレージーキャッツ[6]　原美登利　森本英世
- 会場は静岡城内スポーツ広場（のちの静岡市民文化会館）。

### 第2回（1973年）
- 開催日：8月4日 土曜日 - 6日 月曜日
- 放送日時：8月11日 土曜日 16:00 - 17:00（TBSテレビ）[7]
- 出演：井上順[7]　北見恭子　栗田ひろみ　西城秀樹　三遊亭金馬　本郷直樹　柳亭痴楽　和田アキ子[7]
- この回も会場は静岡城内スポーツ広場。3日目は激しい雷雨があったため、野外ステージは西城秀樹の出演のみで中止となった。

### 第3回（1974年）
- 開催日：9月27日 金曜日 - 29日 日曜日

この回では、当初は例年どおり8月上旬に開催するはずだったが、この年7月に発生した七夕豪雨の影響で延期となった。その時出演する予定だったにしきのあきら、尾崎紀世彦、南沙織、平山三紀、森田健作ほかは、駿府会館で行われた静岡新聞・SBS主催の「七夕水害チャリティーショー」に出演した。
- 放送日時：10月5日 土曜日 16:00 - 17:00（TBSテレビ）[8]
- 出演：麻生よう子　五十嵐喜芳　伊東ゆかり　小川順子　桜木健一　菅原洋一　渚ゆう子　ヒデとロザンナ　ポピーズ　湯原昌幸
- この回より会場は駿府公園となった。

### 第4回（1975年）
- 開催日：8月8日 金曜日 - 10日 日曜日
- 放送日時：8月23日 土曜日 16:00 - 17:00（TBSテレビ）[9]
- 出演：朝丘雪路　あべ静江　内山田洋とクール・ファイブ　草川祐馬　黒木真由美　城みちる　立川清登　西川峰子　美川憲一　山本リンダ
- 清水市（のちの静岡市清水区）出身の漫画家さくらももこが小学生時代にこの回を観覧しており、それを元に「ちびまる子ちゃん」でのエピソード「『まる子フェスタしずおかへ行く』の巻」が描かれた。1995年8月6日に放送されたアニメでは山本リンダと城みちるが本人役でゲスト出演した。

### 第5回（1976年）
- 開催日：8月6日 金曜日 - 8日 日曜日
- 放送日時：8月21日 土曜日 16:00 - 17:00（TBSテレビ）[10]
- 出演：アローナイツ　いしだあゆみ　伊藤咲子　小川順子　殿さまキングス　ピンク・レディー　フィンガー5[10]　南沙織[10]　宮沢牧子
- ピンク・レディーは当時まだデビュー前で、出身地静岡での初のお披露目となった。

### 第6回（1977年）
- 開催日：8月5日 金曜日 - 7日 日曜日
- 放送日時：8月13日 土曜日 16:00 - 17:00（TBSテレビ）[11]
- 出演：エイト　岸本加世子　木之内みどり　黒沢浩　小林旭[11]　西城秀樹[11]　高石ともやとザ・ナターシャー・セブン　デューク・エイセス　ピンク・レディー　吉田真梨

### 第7回（1978年）
- 開催日：8月4日 金曜日 - 6日 日曜日
- 放送日時：8月19日 土曜日 16:00 - 17:00（TBSテレビ）[12]
- 出演：岩崎宏美　岡田奈々　ギャル　黒沢年男[12]　榊原郁恵[12]　ザ・ハンダース　清水健太郎[12]　ピクルス　松崎しげる　レイジー

### 第8回（1979年）
- 開催日：8月3日 金曜日 - 5日 日曜日
- 放送日時：8月11日 土曜日 16:00 - 17:00（TBSテレビ）[13]
- 出演：アグネス・チャン　荒川務　角川博　金井夕子　研ナオコ[13]　西城秀樹[13]　桜田淳子[13]　渋谷哲平　竹内まりや　中原理恵　西かおり　ペドロ&カプリシャス

### 第9回（1980年）
- 開催日：8月1日 金曜日 - 3日 日曜日
- 放送日時：8月16日 土曜日 16:00 - 17:00（TBSテレビ）[14]
- 出演：岩崎良美　小林幸子　小柳ルミ子[14]　西城秀樹[14]　清水京子　芹洋子　田中星児　敏いとうとハッピー&ブルー　水上卓　八代亜紀[14]

### 第10回（1981年）
- 開催日：8月7日 金曜日 - 9日 日曜日
- 放送日時：8月15日 土曜日 16:00 - 17:00（TBSテレビ）[15]
- 出演：石川さゆり[15]　沖田浩之　河合奈保子　川崎麻世　川中美幸　西城秀樹[15]　中原理恵　浜田朱里　松田聖子[15]　三原順子

### 第11回（1982年）
- 開催日：8月6日 金曜日 - 8日 日曜日
- 放送日時：8月15日 日曜日[16] 16:00 - 17:00（TBSテレビ）[17]
- 出演：網倉一也　石毛礼子　ヴィーナス　N.S.P　雅夢　河合奈保子[17]　後藤悟withタランチュラ　西城秀樹[17]　島倉千代子　シュガー　白鳥順子　水前寺清子　HOUND DOG　原田直之　本田恭章　増田恵子[17]　松村和子　祐子と弥生
- 3日目のステージは、大雨となったため静岡市民文化会館で行われた。

### 第12回（1983年）
- 開催日：8月5日 金曜日 - 7日 日曜日
- 放送日時：8月13日 土曜日 14:00 - 15:00（TBSテレビ）[18]
- 出演：麻見和也　大川栄策[18]　大沢逸美　角川博[18]　キャメロット　小林千絵　ジューシィ・フルーツ　水前寺清子[18]　武田久美子　西條桂奈子　バウワウ　ばんばひろふみ　日野美歌　ヒロシ&キーボー　堀内孝雄　森進一[18]

### 第13回（1984年）
- 開催日：8月3日 金曜日 - 5日 日曜日
- 放送日時：8月11日 土曜日 14:00 - 15:00（TBSテレビ）[19]
- 出演：アクション　麻倉未稀　石川ひとみ　岩井小百合　岩崎宏美　大沢逸美　大塚ガリバー　河合奈保子[19]　子供ばんど　西城秀樹[19]　杉田二郎　高杉俊介　野口五郎[19]　火野正平　メイクアップ　山本譲二　リフラフ

### 第14回（1985年）
- 開催日：8月2日 金曜日 - 4日 日曜日
- 放送日時：8月10日 土曜日 14:00 - 15:00（TBSテレビ）[20]
- 出演：麻生真美子&キャプテン　岩崎宏美[20]　岡田有希子[20]　佐藤隆　佐野量子　刀根麻理子　トムキャット　長江健次　中原めいこ　美咲まり　森村聡美　ラッツ&スター[20]

### 第15回（1986年）
- 開催日：8月1日 金曜日 - 3日 日曜日
- 放送日時：8月9日 土曜日 14:00 - 15:00（TBSテレビ）[21]
- 出演：井浦秀知　石川秀美　井森美幸　岡本舞子　河合奈保子[21]　西城秀樹[21]　C-C-B　志村香　水谷麻里　森川美穂　芳本美代子　ラッツ&スター[21]

### 第16回（1987年）
- 開催日：8月7日 金曜日 - 9日 日曜日
- 放送日時：8月16日 日曜日[16] 15:30 - 16:30（TBSテレビ）[22]
- 出演：石川秀美[22]　一世風靡セピア　岩城憲　キャディラック　酒井法子　中山美穂[22]　長山洋子　西村知美[22]　畠田理恵　松本典子　真弓倫子　芳本美代子[22]

### 第17回（1988年）
- 開催日：8月5日 金曜日 - 7日 日曜日[23]
- 放送日時：8月13日 土曜日 15:00 - 16:03（TBSテレビ）[24]
- 出演：石井明美[24]　西城秀樹[24]　清水宏次朗[24]　少女隊　SHOW-YA[24]　高橋良明　立花理佐　西由梨絵　姫乃樹リカ[23]　BaBe　森川由加里　吉沢秋絵

### 第18回（1989年）
- 開催日：8月4日 金曜日 - 6日 日曜日[25]
- 放送日時：8月12日 土曜日 14:00 - 15:00（TBSテレビ）[26][27]
- 出演：相川恵里[27][25]　石川秀美[27]　大月みやこ[26][27]　尾形大作[27]　小林幸子[26][27]　島田奈美[27][25]　神野美伽[27]　瀬川瑛子[26][27]　西村知美[27][25]　マルシア　吉沢秋絵[27]

### 第19回（1990年）
- 開催日：8月3日 金曜日 - 5日 日曜日[28]
- 放送日時：8月11日 土曜日 14:00 - 15:00（TBSテレビ）[29][28]
- 出演：麻生詩織[29][28]　チョー・ヨンピル[29][28]　ばんばひろふみ[29][28] ほか

### 第20回（1991年）
- 開催日：8月2日 金曜日 - 4日 日曜日[30]
- 放送日時：8月17日 土曜日 10:30 - 11:30（SBSテレビ）[30]

この年からTBSテレビによる関東広域圏での放送が無くなる。なおこの年においては、近畿広域圏では毎日放送によって8月20日火曜日深夜26:15 - 27:10に放送された。
- 出演：浅香唯[30]　國實唯理　西城秀樹[30]　島崎和歌子[32]　杉本彩[30]　千堂あきほ[32]　西村知美[32]　ビジーフォースペシャル[30]

### 第23回（1994年）
- 開催日：8月5日 金曜日 - 7日 日曜日
- 放送日時：8月20日 土曜日 10:30 - 11:25（SBSテレビ）[33]
- 出演：Wink[33]　国武万里[33]　横山輝一[33] ほか

### 第24回（1995年）
- 開催日：8月4日 金曜日 - 6日 日曜日
- 出演：安室奈美恵 with SUPER MONKEY'S　EAST END×YURI　杏子　グレートチキンパワーズ　高橋洋子　バブルガム・ブラザーズ　Melody ほか

### 第28回（1999年）- 最終回 -
- 開催日：8月6日 金曜日 - 8日 日曜日
- 出演：遠藤久美子　門倉有希　加門亮　黒川真一朗　西城秀樹　島津悦子　CHISATO　八反安未果　堀内孝雄　マリーン　MISSION　八代亜紀[34]

### 超ドSフェスタしずおか（2017年）
- 開催日：8月18日 金曜日 - 20日 日曜日[5]
- 放送日時：9月2日 土曜日 14:00 - 14:54（静岡県域ローカル・SBSテレビ）、9月10日 日曜日 11:00 - 11:54（全国放送・BS-TBS）[35]
- 出演
  - 8月18日「超ドSスーパーライブ」[5]：浅岡雄也 ex FIELD OF VIEW[5]　朝倉さや[5]　加治ひとみ[5]　サンプラザ中野くん[5]　THE RAMPAGE from EXILE TRIBE[5]　Def Will[5]　中西圭三[5]
  - 8月19日「ONE LIVE」[5]：朝倉さや[5]　井上苑子[5]　Every Little Thing[5]　華原朋美[5]　小室哲哉[5]　西城秀樹[5]　May J.[5]　八代亜紀[5]
  - 「ステージ93.9」（お笑いステージ）[5]：尼神インター[5]　ですよ。[5]　トレンディエンジェル[5]　2700[5]　ハイキングウォーキング[5]　横澤夏子[5]　和牛[5]
  - MC：内山絵里加　黒田菜月　小沼みのり　小嶋健太（いずれもSBSアナウンサー）
- 『静岡新聞』創刊75周年・SBS開局65周年記念事業として開催されたもので、全日程において来場者延べ20万1000人、静岡経済研究所により経済波及効果27億8400万円と試算され、盛況であった[36]。過去の歌謡ショーを中心としたものとは異なり、お笑いステージを併催するなど2000年代の日本のロック・フェスティバルを模したものとなった。